# Terebra reticularis
Terebra reticularis is een slakkensoort uit de familie van de Terebridae. De wetenschappelijke naam van de soort is voor het eerst geldig gepubliceerd in 1891 door Pecchioli in Sacco.